# NGC 4379
NGC 4379 је елиптична галаксија у сазвежђу Береникина коса која се налази на NGC листи објеката дубоког неба.
Деклинација објекта је + 15° 36' 28" а ректасцензија 12h 25m 14,7s. Привидна величина (магнитуда) објекта NGC 4379 износи 11,6 а фотографска магнитуда 12,6. Налази се на удаљености од 15,633 милиона парсека од Сунца. NGC 4379 је још познат и под ознакама UGC 7502, MCG 3-32-26, CGCG 99-42, VCC 784, PGC 40484.